# Sechang (sockenhuvudort i Kina, Tibet Autonomous Region, lat 31,49, long 94,66)
Sechang (kinesiska: 色昌, 强根, 色昌乡) är en sockenhuvudort i Kina. Den ligger i den autonoma regionen Tibet, i den sydvästra delen av landet, omkring 390 kilometer nordost om regionhuvudstaden Lhasa. Antalet invånare är 3 130. Befolkningen består av 1 491 kvinnor och 1 639 män. Barn under 15 år utgör 33 %, vuxna 15-64 år 60 %, och äldre över 65 år 6,0 %.
Runt Sechang är det mycket glesbefolkat, med 6 invånare per kvadratkilometer. Närmaste större samhälle är Rongbo, 8,2 km norr om Sechang. Trakten runt Sechang består i huvudsak av gräsmarker.
Genomsnittlig årsnederbörd är 884 millimeter. Den regnigaste månaden är juni, med i genomsnitt 178 mm nederbörd, och den torraste är december, med 3 mm nederbörd.